# Михайло Козека
Миха́йло Фе́дорович кн. Козе́ка (Козе́чич) (? —  до 1512) — руський князь. Походить з невстановленого князівського роду. Землевласник у Волинській землі Великого Князівства Литовського.

## Відомості
Михайло Козечич — син князя Федора Козеки який вперше згадується на теренах Волині у 1445 році, як свідок одного з документів князя Свидригайла Ольгердовича. На сьогодні походження князівського роду Козек залишається невстановленим. За найбільш відомими гіпотезами вони є вихідцями з центральної України (Поросся), де володіли землями станом ще на сер. XV ст. Можливо належать до відгалужених гілок вцілілих після монгольської навали смоленських Рюріковичів, або чернігівських Ольговичів.
Михайло вочевидь є одним серед менших синів Федора Козеки. Його брати Андрій, Лев, Іван та Василь Козечичи. Вперше Михайло Козечич згадується під 1502 роком, коли отримав від короля Олександра І Ягеллончика маєток Мокрець у Володимирському повіті та села Кухарці й Бобровники в Турійській волості. Також він отримав село Осьмиговичі, право на яке підтвердив король і великий князь Зиґмунд І Старий його дружині вдові княгині Мар'Ї Михайловій Козечиній у 1512 році. Попереднім шлюбом вона була за Зброхом Гулевичем та мала від цього шлюбу двох синів, Михайла і Федора (майбутній владика острозький і луцький Феодосій). Прожила довго і згадується під час ревізії Луцького замку 1545 року. На той час володіла частиною маєтку Долгоє. 

## Нащадки
- Януш Козечич
- Андрій Козечич у шлюбі з Анастасією Іванівною Кирдіївною-Мильською
- Ганна Козечанка у шлюбі з Тихном Гриньковичем Козинським[4]
- Марія Козечанка у шлюбі з Петром Чапличем-Шпанівським[5]
- Софія Козечанка у шлюбі з Романом Івановичем Гостським[6]